# Michael Shamus Wiles
Michael Shamus Wiles (Everett, 27 ottobre 1955) è un attore statunitense.

## Biografia
Ha ricoperto piccoli ruoli a partire dal 1980, in oltre 100 tra film e serie TV. Tra le apparizioni: Il ritorno dei giocattoli assassini, Hellraiser 5: Inferno, Fatti, strafatti e strafighe e Pearl Harbor, mentre, per le serie TV, in Breaking Bad nel ruolo di George Merkert e Sons of Anarchy nel ruolo di Jury White.

## Filmografia

### Cinema
- Divided We Fall, regia di Jeff Burr e Kevin Meyer (1982)
- Terror at Tenkiller, regia di Kevin Meyer (1986)
- The Danger Zone, regia di Henry Vernon (1987)
- Vampiro a mezzanotte, regia di Gregory McClatchy (1988)
- Rented Lips, regia di Robert Downey Sr. (1988)
- Non aprite quella porta 3, regia di Claudio Fragasso (1990)
- Across Five Aprils, regia di Kevin Meyer (1990)
- Eddie Presley, regia di Jeff Burr (1992)
- Il potere della mente, regia di C. Courtney Joyner (1992)
- Il ritorno dei giocattoli assassini, regia di Jeff Burr (1993)
- Death Riders, regia di Gregory Vernon Jeffery (1994)
- Il terrore dalla sesta luna, regia di Stuart Orme (1994)
- Qualcosa di personale, regia di Jon Avnet (1996)
- Sticks and Stones, regia di Neil Tolkin (1996)
- Paper Dragons, regia di Adolfo Swaya (1996)
- Strade perdute (Lost Highway), regia di David Lynch (1997)
- Ipotesi di complotto, regia di Richard Donner (1997)
- Steel, regia di Kenneth Johnson (1997)
- Il tocco del male, regia di Gregory Hoblit (1998)
- Soluzione estrema, regia di Barbet Schroeder (1998)
- X-Files - Il film, regia di Rob S. Bowman (1998)
- Ted, regia di Gary Ellenberg (1998)
- Il negoziatore, regia di F. Gary Gray (1998)
- Fight Club, regia di David Fincher (1999)
- Uno spostato sotto tiro, regia di Steve Rash (1999)
- Magnolia, regia di Paul Thomas Anderson (1999)
- Spanish Judges, regia di Oz Scott (2000)
- Hellraiser 5: Inferno, regia di Scott Derrickson (2000)
- Fatti, strafatti e strafighe (Dude, Where's My Car?), regia di Danny Leiner (2000)
- The Theory of the Leisure Class, regia di Gabriel Bologna (2001)
- Pearl Harbor, regia di Michael Bay (2001)
- A.I. - Intelligenza artificiale, regia di Steven Spielberg (2001)
- Rock Star, regia di Stephen Herek (2001)
- Indagini sporche - Dark Blue, regia di Ron Shelton (2002)
- Able Edwards, regia di Graham Robertson (2004)
- Neo Ned, regia di Van Fischer (2005)
- Il custode, regia di Tobe Hooper (2005)
- Art School Confidential - I segreti della scuola d'arte, regia di Terry Zwigoff (2006)
- Special, regia di Hal Haberman e Jeremy Passmore (2006)
- Smiley Face, regia di Gregg Araki (2007)
- Finishing the Game: The Search for a New Bruce Lee, regia di Justin Lin (2007)
- Transformes, regia di Michael Bay (2007)
- Dragon Wars, regia di Hyung-Rae Shim (2007)
- Blade Gen - The Gene Generation, regia di Pearry Reginald Teo (2007)
- Ball Don't Lie, regia di Brin Hill (2008)
- Convict, regia di Jeff Daniel Phillips (2009)
- Ticket Out, regia di Doug Lodato (2010)
- Le streghe di Salem, regia di Rob Zombie (2012)
- K-11, regia di Jules Stewart  (2012)
- Saving Lincoln, regia di Salvador Litvak (2013)
- Iron Man 3, regia di Shane Black (2013) - non accreditato
- Loaded, regia di Chris Zonnas (2015)
- Death Note - Il quaderno della morte (Death Note), regia di Adam Wingard (2017)

### Televisione
- Marked for Murder, regia di Mimi Leder – film TV (1993)
- La signora del West (Dr. Quinn, Medicine Woman) – serie TV, 1 episodio (1993)
- Gli omicidi della vedova nera: la storia di Blanche Taylor Moore, regia di Alan Metzger – film TV (1993)
- Bella da morire, regia di Fritz Kiersch – film TV (1994)
- Ellen – serie TV, 1 episodio (1994)
- Fortune Hunter – serie TV, 1 episodio (1994)
- Un detective in corsia (Diagnosis: Murder) – serie TV, 1 episodio (1995)
- Cybill – serie TV, 1 episodio (1995)
- Il cliente (The Client) – serie TV, 1 episodio (1996)
- Melrose Place – serie TV, 3 episodi (1996)
- L.A. Heat – serie TV, 1 episodio (1997)
- Profiler - Intuizioni mortali (Profiler) – serie TV, 1 episodio (1997)
- Murphy Brown – serie TV, 1 episodio (1997)
- In tribunale con Lynn (Family Law) – serie TV, 1 episodio (1999)
- X-Files (The X-Files) – serie TV, 2 episodi (1998-2000)
- Star Trek: Voyager – serie TV, 1 episodio (2001)
- The Agency – serie TV, 3 episodi (2001-2002)
- Night of the Wolf – film TV (2002)
- Roswell – serie TV, 1 episodio (2002)
- Robbery Homicide Division – serie TV, 1 episodio (2002)
- Malcolm – serie TV, 2 episodi (2002-2003)
- A Painted House, regia di Alfonso Arau – film TV (2003)
- CSI - Scena del crimine (CSI: Crime Scene Investigation) – serie TV, 1 episodio (2003)
- Hard Ground - La vendetta di McKay, regia di Frank Q. Dobbs – film TV (2003)
- Angel – serie TV, 1 episodio (2003)
- NCIS - Unità anticrimine (NCIS) – serie TV, episodio 1x08 (2003)
- American Dreams – serie TV, 2 episodi (2004)
- NYPD - New York Police Department (NYPD Blue) – serie TV, 1 episodio (2004)
- The Inside – serie TV, 1 episodio (2005)
- Cold Case - Delitti irrisolti (Cold Case) – serie TV, 1 episodio (2005)
- Jake in Progress – serie TV, 1 episodio (2005)
- Detective, regia di David S. Cass Sr. – film TV (2005)
- Numb3rs – serie TV, 1 episodio (2005)
- E.R. - Medici in prima linea (ER) – serie TV, 1 episodio (2005)
- Boston Legal – serie TV, 1 episodio (2006)
- Night Stalker – serie TV, 1 episodio (2006)
- Detective Monk (Monk) – serie TV, episodio 5x02 (2006)
- Just Legal – serie TV, 1 episodio (2006)
- Medium – serie TV, 1 episodio (2006)
- Close to Home - Giustizia ad ogni costo (Close to Home) – serie TV, 1 episodio (2007)
- Sons of Anarchy – serie TV, 5 episodi (2008-2014)
- Criminal Minds – serie TV, 1 episodio (2008)
- Febbre d'amore (The Young and the Restless) – serial TV, 1 episodio (2008)
- Life – serie TV, 2 episodi (2008)
- The Unit – serie TV, 1 episodio (2008)
- Hydra - L'isola del mistero (Hydra) , regia di Andrew Prendergast – film TV (2009)
- Dark Blue – serie TV, 1 episodio (2009)
- Justified – serie TV, 1 episodio (2011)
- Breaking Bad – serie TV, 10 episodi (2009-2012)
- The Mentalist – serie TV, 1 episodio (2012)
- Last Resort – serie TV, 1 episodio (2013)
- Killer Women – serie TV, 1 episodio (2014)

## Doppiatori italiani
Nelle versioni in italiano delle opere in cui ha recitato, Michael Shamus Wiles è stato doppiato da:
- Elio Zamuto in X-Files (ep. 7x15), Sons of Anarchy (ep. 1x04, 6x06), Breaking Bad
- Diego Reggente in Close to Home - Giustizia ad ogni costo, Criminal Minds
- Gianni Giuliano in The Mentalist, Death Note - Il quaderno della morte
- Mario Milita in Ipotesi di complotto
- Gerolamo Alchieri in X-Files (ep. 5x20)
- Rino Bolognesi in Hellraiser 5: Inferno
- Renato Mori in Pearl Harbor
- Rodolfo Bianchi in Rock Star
- Alessandro Rossi in Malcolm
- Mauro Magliozzi in CSI - Scena del crimine
- Giuliano Santi in NCIS - Unità anticrimine
- Bruno Alessandro in Cold Case - Delitti irrisolti
- Gino La Monica in The Unit
- Pietro Biondi in Sons of Anarchy (st. 7)
- Luciano Roffi in Justified
- Enzo Avolio in Grey's Anatomy